# Metronome Quintett
Das Metronome Quintett war eine Schweizer Band des Mainstream Jazz, die 1953 zunächst als Metronome Quartett gegründet wurde. Das ursprüngliche Quartett war von seiner Besetzung her mit dem Modern Jazz Quartet verwandt; klangbestimmend war das Zusammenspiel der beiden Gründer, Vibraphonist Ueli Staub und Pianist Martin Hugelshofer. Allerdings waren in der Gruppe auch Stilelemente George Shearings zu erkennen.

## Geschichte
Seit 1954 trat die Gruppe, die lange Jahre eine Amateurband war, bis 1958 regelmäßig auf dem Zürcher Jazzfestival auf, wo sie 1961 mit einem ersten Platz ausgezeichnet wurde. Auch zwischen 1962 und 1966 wurde das Quintett immer wieder auf das Festival eingeladen, um nun „außer Konkurrenz“ zu spielen. 1956 initiierte die Band im Zürcher Tearoom Wellenberg wöchentliche Jazzabende, wo sie selbst bis zur behördlichen Schließung 1957 immer wieder auftrat und sich auch erstmals mit Bruno Spoerri zum Quintett erweiterte. Die Gruppe war seit 1957 in Europa auf Tournee, 1970 war sie anlässlich der Expo von Osaka auf Japan-Tournee. 1975 ersetzte der Klarinettist Ruedi Fischer Bruno Spoerri, später der Tenorsaxophonist Ernst Gerber und dann zuletzt Richard Lipiec.
Seit 1979 hat das Quintett sich auch an Jazz-und-Lyrik-Projekten beteiligt, bis 2002 mit Gert Westphal, danach mit dem Schauspieler Helmut Vogel.
Nach dem Tod von Ueli Staub löste sich die Gruppe auf.

## Diskographie
- Swinging Mahagonny (1967)
- At the Zoo (1969)
- At the Expo (1970)
- 20 Jahre Metronome Quintett (1954–1973)
- Just Friends (1978)
- More Friends (1979)
- Jazz und Lyrik – Ringeljazz (1982, mit Gert Westphal)
- Jazz con pasta (1991)
- Kling hinaus ins Weite – Jazz und Lyrik, Vol.2 (1993, mit Gert Westphal)
- ‘S Wonderful (2002)
- The Metronome Story – 50 Jahre Jazz (1959–2002)